# Olga Richterová
Olga Richterová (ur. 21 stycznia 1985 w Czeskich Budziejowicach) – czeska polityk, wiceprzewodnicząca Czeskiej Partii Piratów, parlamentarzystka.

## Życiorys
Absolwentka Uniwersytetu Karola w Pradze, na którym studiowała tłumaczenia pisemne i ustne. Podjęła pracę na wydziale filozoficznym macierzystej uczelni. Odbyła na niej studia doktoranckie z lingwistyki korpusowej, doktoryzowała się w 2017. Współtworzyła stowarzyszenie Zaostřeno na Desítku, które zajęło się monitoringiem obywatelskim. Dołączyła do Czeskiej Partii Piratów. W 2014 została radną stołecznej dzielnicy Praga 10.
W wyborach w 2017 uzyskała mandat deputowanej do Izby Poselskiej. W 2018 została pierwszą wiceprzewodniczącą swojego ugrupowania. W 2021 z powodzeniem ubiegała się o poselską reelekcję. Objęła funkcję wiceprzewodniczącej niższej izby czeskiego parlamentu.